# John Langshaw Austin
John Langshaw Austin (J. L. Austin) (Lancaster, 1911. március 26. – Oxford, 1960. február 8.) brit nyelvfilozófus 
Austin nevéről gyakran a beszédaktus-elméletre asszociálunk, és arra az elgondolásra, hogy a beszéd a cselekvés egy formája. Következésképpen, Austin elképzelése szerint a nyelv nem csupán egy adott valóság leírásának passzív gyakorlása, hanem egy különleges tett, mellyel valóságot teremthetünk és befolyásolhatjuk azt. Az 1950-es években készült munkája elméleti alapot és terminológiát biztosított a későbbi beszédaktus-elméletek modern vizsgálatához, melyeket például John R. Searle (Oxfordban tanult amerikai filozófus), François Récanati, Kent Bach, Robert M. Harnish, és William P. Alston vezetett.
Austin a nyelvfilozófiában Wittgenstein és oxfordi társa, Ryle mellett foglalja el helyét: mindegyikük kitartóan támogatta annak vizsgálatát, hogy általában hogyan használjuk a szavakat a jelentés tisztázására és a filozófiai félreértések elkerülésére. Számos átlagos nyelvfilozófustól eltérően azonban, Austin tagadta, hogy nyílt elkötelezettje lett volna Wittgenstein későbbi filozófiájának, és „sarlatánnak” nevezte őt. Elmondása szerint, a legnagyobb hatást G. E. Moore precíz és szigorú józan ész filozófiája gyakorolta rá. Klasszikus- és nyelvészeti képzése hatással volt későbbi munkásságára.
Austinnak más hozzájárulása is volt a filozófiához, bár egészen más természetű. 1950-ben megjelentette Gottlob Frege Az aritmetika alapjai (Foundations of Arithmetic) című fordítását. Peter Geach és Max Black 1952-ben kiadott Translations from the Philosophical Writingsof Gottlob Frege (Gottlob Frege filozófiai írásainak fordítása) című műve és Austin fordítása lehetővé tették, hogy Frege írásai elérhetőek legyenek az angol nyelvet beszélők számára is, és ezzel előkészítették Frege analitikus filozófiában elfoglalt fontos helyét. A fordítást napjainkban is széles körben használják.

## Életrajza
Geoffrey Langshaw építész (1884–1971), és felesége, Mary Bowes-Wilson (1883–1948) második fiúgyermekeként született. Az első világháború alatt a család Skóciába menekült, ahol Austin édesapja titkárként dolgozott egy St. Andrews-i iskolában, a St. Leonard’sban. Austin a Shrewsbury iskolában és az Oxfordi Egyetemen, a Balliol College-ben tanult - mindkét helyen ókortudományt. 1929-ben érkezett Oxfordba, hogy a „Greats” néven is ismert Literae Humaniores (klasszikus irodalom) szakon tanuljon. 1931-ben letette ókori tanulmányok vizsgáját és Gaisford-díjat nyert görög próza kategóriában. A klasszikus irodalom szak bevezette Austint a filozófia komoly tudományába, és egész életen át tartó érdeklődést adott neki Arisztotelész iránt. 1993-ban kitüntetéssel fejezte be az egyetemet.
Austin a második világháború alatt az MI6 szolgálatába állt, ezután pedig Oxfordban az erkölcsfilozófia White professzora lett. Austin szombat délelőttönként tartotta híres találkozóit ("Austin's Saturday Mornings”), ahol kollégái és a diákok beszélgethettek a nyelvhasználatról (és néha nyelvészeti könyvekről) tea és teasütemény kíséretében, publikálásra azonban ritkán került sor.
Az 50-es évek közepén Austin többször tett látogatást a Harvardra, ahol 1950-ben William James előadásokat tartott, melyekből aztán összeállt a Tetten ért szavak (How to do things with words) című könyve. Ezenkívül szemináriumot is vezetett a mentegetőzésekről, mely a "A Plea for Excuses” című művéhez szolgált alapul. Ebben az időszakban találkozott és barátkozott össze Noam Chomskyval.
1956-tól 1957-ig az Arisztotelészi Társaság (Aristotelian Society) elnöke.
Austin 48 éves korában halt meg tüdőrákban. Akkoriban alkotta meg a hangszimbolikán alapuló szemantikai elméletét, melyhez a „gl” betűkkel kezdődő angol szavak szolgáltak segítségül.

## Tetten ért szavak
A Tetten ért szavak Austin talán legtekintélyesebb műve. Támadja az abban az időben uralkodó filozófiai nézetet, miszerint a mondatok fő funkciója az, hogy tényeket állapítsanak meg, amelyek igazak, ha teljesülnek, és hamisak, ha nem.
Ezzel az általános nézettel ellentétben azt állítja, hogy az igazságértékkel rendelkező mondatok csak egy kis hányadát teszik ki a kijelentéseknek. Miután bevezet többféle olyan mondatot, amelyek állítása szerint sem nem igazak, sem nem hamisak, ezeknek egy fajtájával kezd el foglalkozni részletesen, amelyet performatív megnyilatkozásoknak vagy egyszerűen „performatívumoknak” nevez. Ezeket két tulajdonsággal jellemzi:
- Habár formájukat tekintve lehetnek kijelentő mondatok, a performatívumok nem azért vannak, hogy leírjanak (vagy „megállapítsanak”) dolgokat, ennélfogva nem igazak vagy hamisak, hanem nincs igazságértékük.
- Másodszor, ha megfelelő körülmények között kimondunk egy ilyen mondatot, akkor azzal nemcsak „mondunk” valamit, hanem véghezviszünk egy bizonyos fajta cselekvést.

Továbbá azt is mondja, hogy ha egy performatív kijelentéssel kapcsolatban valami meghiúsul, akkor az nem hamis, hanem – ahogy ő nevezi – balfogás vagy sikerületlenség.
Az a cselekvés, amely végbemegy a performatív megnyilatkozások alkalmával, Austin szavaival egy beszédaktus (Austin különösképpen arra a tevékenységre gondol, amelyet a későbbiekben az illokúciós aktus terminussal illet). Például, ha azt mondjuk, hogy „Ezt a hajót Queen Elizabethnek nevezem el” és a körülmények megfelelőek, akkor ezzel különleges dolgot teszünk, méghozzá azt, hogy véghezvisszük a névadás aktusát. További példák: A „Törvényes férjemül fogadom ezt a férfit” kijelentés házasságkötési ceremóniák alkalmával használatos, vagy az „Ezt a karórát a testvéremre hagyom” pedig végrendeletben. A három közül egyik mondat sem azt állítja vagy írja le, amit valaki csinál, hanem hogy azt valójában megtette.
Több – a performatívumok részletesebb jellemzésére tett – sikertelen kísérlet és nehézség után Austin gondolatmenetet váltott, amelyet „fresh start”-nak nevez, és amelyben általánosabban gondolja át „azokat a helyzeteket, amikor valaminek a kimondása egyenértékű lehet valaminek a megtevésével, vagy azokat, ahol valaminek a kimondása közben végrehajtunk bizonyos cselekedeteket” .
Például: John Smith ezzel a kérdéssel fordul Sue Snubhoz: „Jeff inge vörös?”, amire Sue ezt feleli: „Igen.” John elvégzett egy sor fizikai mozdulatot, amelyek hatására egy bizonyos hang keletkezett. Austin az efféle tevékenységet fonetikus aktusnak nevezte, a megnyilatkozást hangnak. John kijelentése a nyelv lexikai és grammatikai szabályaihoz is alkalmazkodik, ezzel John alkotott egy mondatot. Austin ezt fatikus aktusnak nevezte, és az ilyen kijelentéseket pedig fémáknak. John továbbá utalt Jeff ingére és a vörös színre. Ha a fémát többé-kevésbé határozott értelemmel és hivatkozással használjuk, akkor kimondunk egy rémát és egy rétikus aktust viszünk végbe. Fontos, hogy a rémák alárendeltjei a fémáknak, amelyek viszont a hangok alárendeltjei. Nem mondhatunk ki egy rémát féma és hang kimondása nélkül. Ez a három aktus együtt alkotja a lokúciós aktust, vagyis valaminek a kimondását.
John ennélfogva egy lokúciós aktust vitt véghez. Ezen kívül még legalább két dolgot tett: feltett egy kérdést és kiváltott Sue-ból egy választ.
Egy kérdés feltevése Austin szerint az illokúciós aktus egyik példája. Ilyen lehet még valaminek az állítása, a parancsadás vagy az ígérettétel. Az illokúciós aktus egy bizonyos erejű lokúciós aktus. Előbbit valaminek a mondásakor végezzük, szemben a lokúcióval, amely valaminek a mondása.
Egy válasz kiváltása Austin szerint egy perlokúciós aktus, és valaminek a mondása által jön létre. Fontos, hogy ha valaki létrehoz egy perlokúciós aktust, azzal egyben illokúciós és lokúciós aktust is véghezvisz.
A beszédaktusok elméletében az illokúciós aktus áll a középpontban, sokkal kevésbé a lokúciós és a perlokúciós aktus; továbbá csak ritkán hangsúlyos a lokúciók hangokra, fémákra és rémákra való felosztása.

## Sense and Sensibilia
Posztumusz kiadásban megjelent Sense and Sensibilia című művében Austin kritikával illeti az érzékelés filozófiáját, az érzetadat-elméletet, különösen A. J. Ayer gondolatmenetét, amelyet ő The Foundations of Empirical Knowledge (A tapasztalati tudás alapjai) című könyvében fogalmaz meg. A mű középpontjában az illúzióról általánosan elfogadott érvelés (azaz, a perceptuális illúzió esetei azt mutatják, hogy ilyenkor mentális képeknek vagyunk közvetlenül tudatában) támadása áll, és „az érvelés további része arra utal, hogy mindig érzetadatot érzékelünk.” Austin azt állítja, hogy Ayer nem jól értelmezi az olyan szavak pontos funkcióját, mint „illúzió”, „delúzió”, „hallucináció”, „látszik”, „megjelenik” és „tűnik”, és ehelyett egy „filozófusok által kitalált, különleges módon” használja azokat. Austin szerint ezek a szavak normál esetben segítenek fenntartásokat kifejezni azzal kapcsolatban, hogy mennyire ragaszkodunk mondataink igazságához. Így az érzetadat bevezetése semmit sem tesz hozzá annak a megértéséhez vagy jobb szóbeli kifejezéséhez, amit látunk. Ayer erre a kritikára „Has Austin refuted the sense-data theory?” (Megcáfolta Austin az érzetadat-elméletet?) című tanulmányában válaszolt.
G. J. Warnock előszava – Miután Sir Geoffrey Warnock (1923-95) részt vett Austin e témában tartott kurzusán 1947-ben, Oxfordban, azt mondta, hogy a kurzus későbbi hallgatói által készített órai jegyzetek segítségével eggyé szerkesztette Austin töredékes feljegyzéseit, és azt állította, hogy hűen követi Austin gondolatmenetét, habár nem pontosan az ő megfogalmazásában.
1. fejezet – Austin le akar leplezni egy érzékeléselméletet, amely több ezer évre nyúlik vissza (egészen Hérakleitoszig), és ehhez kiválasztja Ayer, H. H. Price és Warnock legújabb kifejezéseit, mivel ezek meglehetősen érthetően írják le a témát. Az elmélet azt állítja, hogy sosem látunk vagy érzékelünk közvetlenül materiális dolgokat, csupán érzetadatokat vagy érzetérzékeléseket. Austin szerint a filozófusok ahelyett, hogy különféle általunk látható dolgokkal – mondjuk, tollak, szivárványok vagy emlékképek – kezdenék, hajlamosak egyszerűen általánosságban közelíteni a dolgokhoz, és igazságtalanul jutnak el a tényekig, miközben „a szemellenzős filozófiai angol nyelv egy bizonyos különleges és elégedettséget sugárzó” fajtáját használják.

## Filozofikus írások
Austin filozófiai műveit posztumusz gyűjtötte össze és adta ki J. O. Urmson és Geoffrey Warnock. Az első kiadásban tíz tanulmány szerepelt, a második kiadás kettővel, a harmadik további eggyel bővült. Excuses (Kifogások) című tanulmánya döntően befolyásolta a büntetőjog-elmélet fejlődését. „Are there A Priori Concepts?” (Léteznek ’a priori’ fogalmak?)
Ezen korai írásában Austin átfogó kritikával illeti az idealizmust. A tapasztalás előtti (a priori) fogalmak létezését vitató kérdéssel csak közvetetten foglalkozik, mégpedig úgy, hogy elutasítja a ’fogalom’ fogalmát, mely az idealizmus alapja.
Az értekezés első része tulajdonképpen egy válasz az univerzálék létezését bizonyító érvre. Eszerint használatosak olyan szavak, mint a ’szürke’, vagy a ’körkörös’, ezek továbbá egy szóval kifejezhetők, következik tehát, hogy létezik egy olyan valami is, amit kifejeznek, vagyis egy univerzálé. Következik továbbá, hogy mivel a ’szürke’ és a ’körkörös’ minden esetben más és más értelemmel bír, ezért maguk az univerzálék nem érzékelhetők.
Austin részletesen cáfolja ezt az érvelést, és közben más transzcendentális érveléseket is. Rámutat arra, hogy az univerzálékba „nem csupán belebotlunk”, és hogy a részletekhez való viszonyuk határozza meg őket. Azzal folytatja, hogy azon megfigyelésből, mely szerint olyan szavakat használunk, mint a ’szürke’, vagy a ’körkörös’, egyszerűen nem következik, hogy létezik is az a valami, amit ezekkel a szavakkal jellemzünk. Érvelése során elutasítja azt az elképzelést, hogy „a szavak tulajdonképpen tulajdonnevek”, és felteszi a kérdést: „… ha egy tulajdonságokat jelölő szót használunk, ugyan miért kéne ott állnia egy ugyanolyan tulajdonságokkal rendelkező tárgynak is, melyet a szó jelöl?”
A cikk második részében a ’fogalom’ fogalmával foglalkozik, ezért az összes univerzáléra kiterjeszti ellenérvét. Szerinte „könnyelműség” lenne a fogalmakat „birtokolt tárgyakként” kezelni. Olyan kérdések, mint „Birtokában vagyunk ennek és ennek a fogalomnak?”, vagy „Honnan került a birtokunkba ez és ez a fogalom?” értelmetlenek, mert egy fogalmat nem lehet birtokolni. Az értekezés záró részében Austin tovább bővíti elmélkedését a relációkra; érvek sorát vonultatja fel, melyekben elutasítja valami olyan dolog létezését, ami egy reláció. Ezen érve valószínűleg pályatársa, S. V. Tezlaf feltételezéséből származik, aki azt vitatta, hogy mi teszi „ezt” „azzá”. „The Meaning of a Word” (Egy szó jelentése).
A The Meaning of a Word egy vitairat az olyan filozófiai gyakorlat ellen, mely a szavak pontos és egyértelmű jelentésének meghatározásával operál. „Mert a szónak nem része egy olyan egyszerű és kézenfekvő elem, amely (x) szó jelentését kódolja. Austin óvatosságra int és példákat is állít, hogy miért lehet hiba forrása, ha a szavakat kiemeljük általános használati környezetükből. „Other Minds” (Más elmék.
Austin egyik legelismertebb műve. Ebben azt a módszert kritizálja, amelyet Descartes óta használnak a filozófusok az „X személy Y-ként érez” formájú kijelentések elemzéséhez és igazolásához. A módszer az alábbi három feltételezésből indul ki:
(1) Csak onnan tudhatjuk, ha ösztönösen pontosan azt érezzük, amit X. (2) Ez lehetetlen. (3) Lehetséges elegendő bizonyítékot találni ahhoz, hogy benyomásainknak higgyünk.
Bár Austin egyetért a (2)-es feltételezéssel – csípősen jegyezve meg, hogy „szép kis kellemetlenség lenne, ha mégis lehetséges volna” –, az (1)-es feltételezést hamisnak, így a (3)-ast szükségtelennek találja. Állítja, hogy az (1)-es feltevéshez tartozó háttérfeltevés az, hogy ha kijelentem, hogy ismerem Y-t és később kiderül számomra, hogy Y hamis, akkor valójában nem ismertem Y-t. Austin szerint a valóságban nem így használjuk a nyelvet. Szerinte, ha én olyan helyzetben vagyok, hogy ismerem Y-t és az később hamisnak bizonyul, akkor nem javítanám ki magam, hanem szóhoz sem jutnék. Ezt azzal az érvvel támasztja alá, hogy szerinte a meggyőződés úgy viszonyul a tudáshoz, mint az akarat az ígérethez: a tudás és az ígéret a meggyőződés és az akarat beszédaktusbeli megfelelői.

## A Plea For Excuses(Kifogások védelmében)
Az A Plea For Excuses a mindennapi nyelvfilozófia példákkal való szemléltetése és módszereinek védelme is egyben, mely a következő meggyőződésből indul ki:
„… szavaink általános gyűjteménye megtestesíti mindazokat a különbségeket, amelyeket az emberiség számtalan nemzedéke méltónak talált megkülönböztetni, mindazokat a kapcsolatokat, amelyeket méltónak talált jelölni: Ezek a szavak minden bizonnyal jóval többen vannak, jóval maradandóbbak, mivel kiállták az idő hosszú próbáját, és – legalábbis minden általános és értelmes gyakorlati alkalmazásban – sokkal kifinomultabbak, mint amiket mi találhatunk ki délután a karosszékünkben. Egyébként ez a második legkedveltebb módszer.”
Austin az effajta különbségtételre egy lábjegyzetben a „tévedésből” és „véletlenül” szavakkal állít példát. Bár hasonlóan használjuk őket, Austin szerint mégis van különbség, ha helyes példákkal megvizsgáljuk, hogy mikor helyes az egyiket, mikor a másikat használni.
Austin néhány érdekes filozófiai eszközt javasol. Például egyfajta szójátékot használ bizonyos kulcsfogalmak megértéséhez. A „játék” során szótárból kikeres olyan kifejezéseket, melyek kötődnek a kulcsfogalomhoz, majd az ezen kifejezések magyarázatában található szavak jelentését is kikeresi. A folyamatot addig ismétli, míg a szavak nem kezdenek el ismétlődni és be nem zárul a szavak „családi köre”, melyek a kulcsfogalomhoz kapcsolódnak.

## Magyarul
- Tetten ért szavak. A Harvard Egyetemen 1955-ben tartott William James előadások; sajtó alá rend. J. O. Urmson, ford., tan. Pléh Csaba; Akadémiai, Bp., 1990 (Hermész könyvek)